# Гуштасфи
Гуштасфи — историческая область в пределах современного Азербайджана к юго-западу от Апшеронского полуострова. Простиралась от побережья Каспийского моря до междуречья Куры и Аракса.

## Происхождение названия
После Ширваншаха Фаррухзад I правителем становится его сын - Гершасп. Имя Гершаспа в различных источниках пишется по-разному. Некоторые авторы связывают имя Гершаспа с названием области Гуштаспи (Гуштасфи), расположенной в междуречье Куры и Аракса и тянущейся вдоль побережья Каспийского моря. 

## География
Территория Гуштасфа на сегодняшний день полностью входит в состав Азербайджанской Республики: восточная часть областа входит в состав Саатлинского района, остальная − в состав Сабирабадского района.
Персидский историк XIV века Хамдаллах Казвини описывает округа области Ширван: Бакуйа, Шамаха, Кабала, Фирузабад, Шабаран и Гуштасфи.

## История
Первая экспедиция археологов-подводников под руководством В.Квачидзе не только принесла успех, но и получила признание в научных кругах. Но подлинным достижением экспедиции явились открытия последующих лет у мыса Бяндован, неподалеку от устья реки Кура.
Раскопки на берегу позволили говорить о том, что эти города некогда были центрами гончарного производства и международной торговли древней области Гуштасфи, о которой не раз упоминалось в различных источниках того времени.
Хамдаллах Казвини пишет: "Гуштасфи — округ, расположенный вдоль берега Каспийского моря и был основан [мифическим] царем Гуштаспом ибн Лухраспом. Он прорыл великий канал от реки Куры до Аракса, от которого отводят воду малыми каналами в села, расположенные вдоль их берегов. Здешняя продукция — пшеница, рис и немного хлопка и фруктов. Жители здесь белолицы, придерживаются шафиитского толка. Они говорят на пехлевийском диалекте, который близок к гилянскому языку.
Налоги, взимаемые с округа в прежние времена, перед вторжением монголов составляли около одного миллиона динаров в наших деньгах, но в наши дни они составляют только 118500 динаров. Здесь много наделов икта, которые принадлежат военным и которые расположены в разных местах округа".
После прихода к власти ширваншах Ахситан III перенёс столицу государства в Гуштасфи. Причиной этому послужили бесконечные войны Хулагуидов с Джучидами на территории от Дербента до Баку. 
В XII веке в результате подъема уровня воды в Каспии город Мугань был затоплен, а отошедшая от города Кура сформировала новую дельту в 20 км южнее города. Таким образом, жители Мугани вынуждены были покинуть старый и строить новый город. Открытое В.А.Квачидзе городище Бяндован — не что иное, как остатки старого города Мугань. Исследования показали, что это городище соответствовало городу Гуштасфи, где некогда кипела бурная жизнь. На рубеже XII-XIII вв., по археологическим данным, жизнь в Мугани вымерла, а его население окончательно сосредоточилось в Гуштасфи.
Кстати, перенос областных центров в прошлом, как и сегодня, часто сопровождается переименованием названий самих областей. К примеру, перенос центра Приморской Мугани из Мугани в Гуштасфи привел к тому, что вскоре Мугань стали именовать как Гуштасфи.
Заслуживает внимания известие Несеви, придворного историографа последнего хорезмшаха и неудачливого завоевателя стран Закавказья - султана Джелал-ад-дина (1221-1231), о том, что этот хорезмшах отдал округ Гуштасфи в устье pp. Куры и Аракса на правах икта' сыну ширван-шаха (неясно, какого именно) Султаншаху. Сам Султаншах, юноша редкой красоты, полюбился хорезмшаху и жил при его дворе, округ же Гуштасфи находился фактически в управлении везира Шереф-ал-мулька, который, между прочим, предпринял здесь работы по проведению оросительных каналов.1 Повидимому, для Султаншаха пожалование икта' означало только право на получение дохода с области, но не управление ею.
Гуштасфи просуществовал недолго. Процесс подъема уровня Каспия продолжался на протяжении всего XIII в. И хотя Гуштасфи находился выше Мугани, к концу века он был затоплен – под воду ушла вся приморская равнина шириной до 30 км. и Гуштасфи, как, впрочем, и Мугань, переместился к новому берегу Каспия, точнее, к устью Куры. Новое пристанище стало называться Махмудабадом (город просуществовал в XIII-XVI вв.).